# Serrat Rodó (Gósol)
El Serrat Rodó és una serra situada al municipi de Gósol a la comarca del Berguedà, amb una elevació màxima de 2.103 metres.